# Jean Pierre Jarier

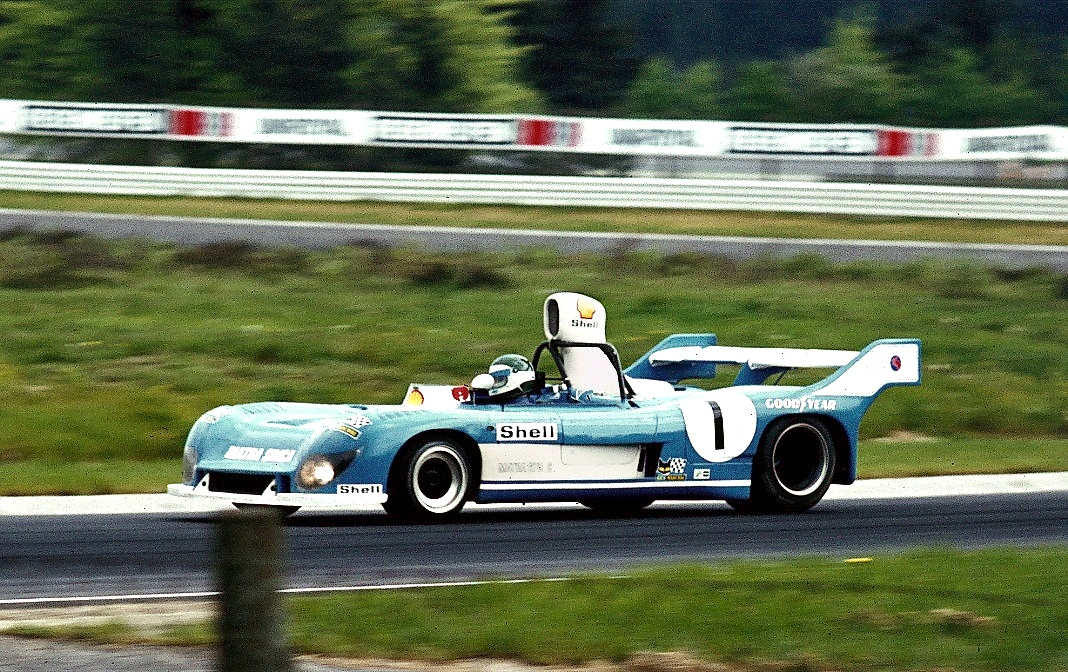
Jarier al circuit de Nürburgring el 1974 conduint un Matra-Simca 670c.

Jean Pierre Jarier nascut el 10 de juliol de 1946, és un pilot francés de Fórmula 1, actualment retirat.

## A la F1
Va començar la seva carrera a la Fórmula 2 dominant el campionat de 1973 amb un cotxe de l'escuderia March amb motor BMW trencant així el llarg domini dels motors Ford. Al mateix temps va començar a pilotar per March a la Fórmula 1.
Va debutar el 5 de setembre de 1971 al G.P. d'Itàlia i la seva última cursa a la F1 va ser al G.P. de Sud-àfrica després d'haver participat en 143 Grans Premis. Va córrer per March, Shadow, Penske, Ligier, ATS, Lotus, Tyrrell i Osella.
Es va retirar de la Fórmula 1 al 1983 però continua participant en les competicions de Touring Car.

## Palmarés
- Curses: 143
- Victòries: 0
- Podis:  3
- Poles:  3
- Voltes ràpides:  3
- Punts aconseguits al mundial de pilots:  31,5
- Millor classificació al Mundial de pilots:  12è (1979) amb 14 punts